# Lakshmisagara, Chitradurga
Lakshmisagara là một làng thuộc tehsil Chitradurga, huyện Chitradurga, bang Karnataka, Ấn Độ.